# Clásicos del fútbol argentino

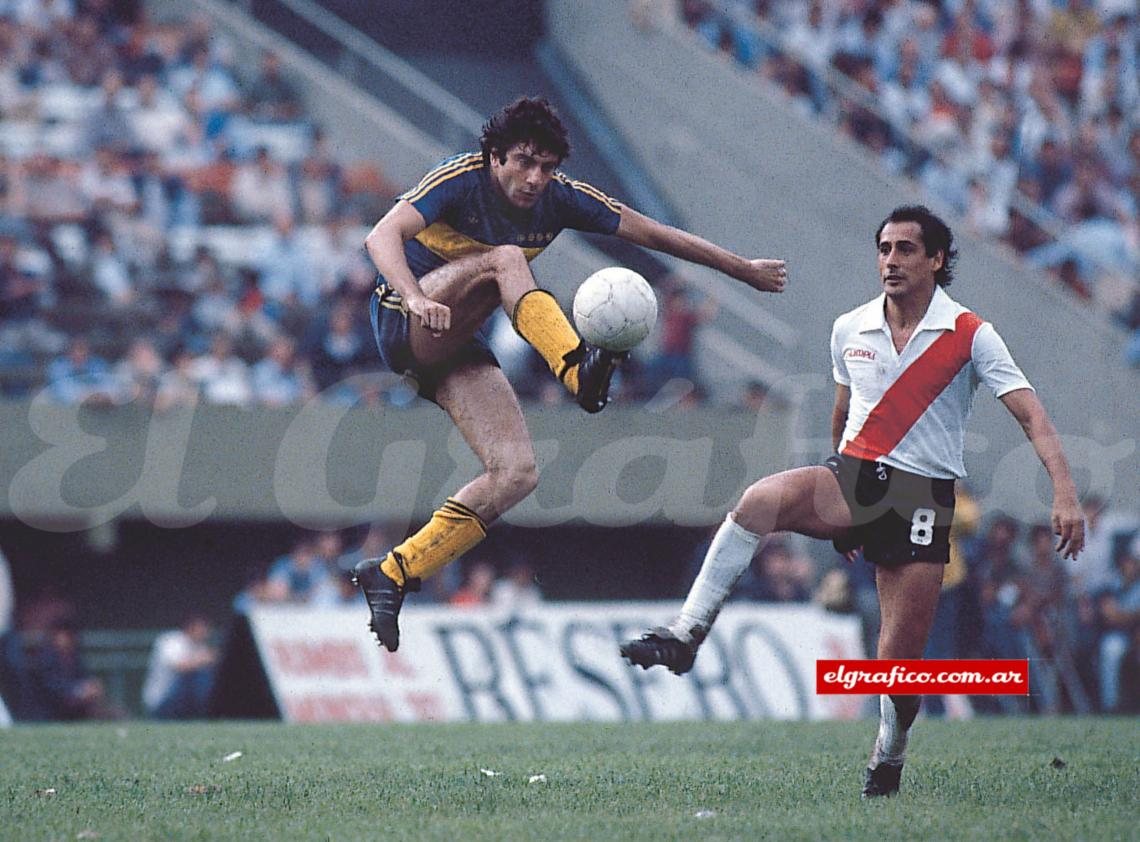
Brindisi (Boca) y J. J. López (River) en el superclásico de 1981.

Los clásicos del fútbol argentino están marcados por rivalidades históricas y una intensa pasión por parte de las hinchadas de los clubes. Se suelen diferenciar los clásicos históricos de los modernos, estos últimos surgiendo cuando al menos uno de los equipos ya tenía una rivalidad previa con otro club, convirtiéndose en su nuevo clásico original. En algunos casos, estas nuevas rivalidades ganan fuerza al disminuir la importancia de los clásicos históricos debido a la falta de enfrentamientos regulares, especialmente cuando los clubes están en divisiones diferentes durante períodos prolongados.
Los partidos entre los llamados «cinco grandes» (en orden alfabético: Boca Juniors, Independiente, Racing Club, River Plate y San Lorenzo de Almagro) también son considerados clásicos, aunque históricamente no todos se han visto mutuamente como máximos rivales (exceptuando a Boca y River en el superclásico, y a Independiente y Racing en el clásico de Avellaneda).
El fútbol es el deporte más popular en Argentina. Esto da lugar a que los clásicos sean seguidos con gran interés, en algunos casos incluso más allá de las fronteras. A continuación se reseñan las rivalidades históricas más destacadas.

## Superclásico
El superclásico es el partido que enfrenta a los equipos de fútbol más populares y exitosos del país: Boca Juniors y River Plate.
Los dos clubes son de la ciudad de Buenos Aires y el espectáculo deportivo que brindan concentra la atención de las grandes masas no solo en Argentina, sino en muchos países del mundo. Es reconocido por muchos por la pasión expresada por parte de los aficionados tanto durante el partido como en la previa.
Aunque es un clásico a nivel nacional, dado que entre los dos aglomeran aproximadamente al 75% de la población del país, esta rivalidad comenzó siendo barrial a principios del siglo XX, cuando dichos clubes compartían el barrio de La Boca. Ha tenido numerosos capítulos que quedaron en la historia del deporte argentino, tanto positivos como negativos.

### Historial
Para confeccionar esta tabla se toman en cuenta todos los partidos oficiales reconocidos por AFA y Conmebol. Cuando un partido es definido por penales se otorga el resultado saliente de los 90 minutos (o 120 si hubo prórroga) de juego, más allá del ganador final, y no se agregan a la tabla de goles los tantos convertidos en la definición.
- Actualizado al último partido jugado el 21 de septiembre del 2024.

| Competencia                 | PJ  | River | Empate | Boca | Goles R | Goles B |
| --------------------------- | --- | ----- | ------ | ---- | ------- | ------- |
| Primera División            | 215 | 72    | 65     | 78   | 275     | 291     |
| Copas nacionales            | 16  | 5     | 8      | 3    | 18      | 14      |
| Copa Libertadores           | 28  | 9     | 8      | 11   | 26      | 32      |
| Otras copas internacionales | 4   | 1     | 3      | 0    | 2       | 1       |
| Total                       | 263 | 87    | 84     | 92   | 321     | 338     |

## Clásico de Avellaneda

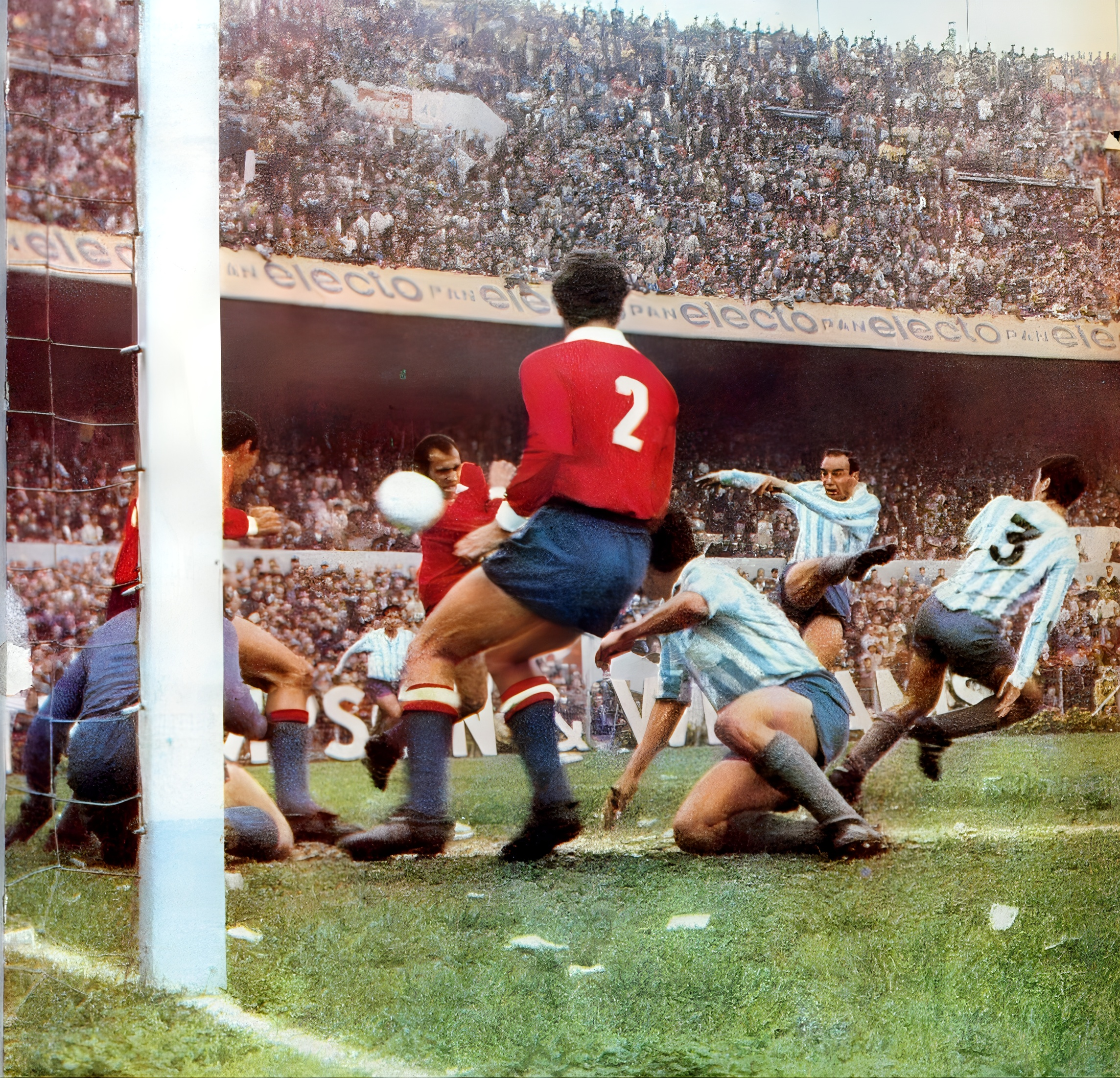
El clásico de Avellaneda en 1968.

El clásico de Avellaneda (a veces denominado como superclásico de Avellaneda) es un partido de fútbol que enfrenta a dos de los equipos más populares y exitosos de la ciudad homónima: Independiente y Racing, los cuales tienen sus estadios separados por menos de 300 metros, lo que aumenta la histórica rivalidad que mantienen desde la primera década del siglo XX.
Racing fue fundado en Avellaneda en 1903, e Independiente en Buenos Aires en 1904 (aunque su fundación se oficializó en 1905), pero tras mudar algunas veces su cancha dentro de distintos barrios de aquella ciudad, en 1907 la instala en Avellaneda, y el 9 de junio de ese año se produjo el primer enfrentamiento contra Racing como parte del torneo de tercera división. Al ser los dos únicos clubes que había en la ciudad, el encuentro tomó algo de trascendencia. Cabe destacar que además, el partido anterior Independiente perdió por un resultado de 21-1 ante el Club Atlético Atlanta (la peor derrota en la historia del club) porque su arquero no había podido presentarse a jugar por estar enfermo, y su lugar fue ocupado por un joven que nunca había jugado de forma oficial al fútbol ya que, al ser un club en formación, no tenía muchos jugadores a disposición. A ello se le añade que Racing tenía mayor antigüedad, un presupuesto mucho mayor y un plantel con más rodaje, por lo que desde su lado esperaban una victoria holgada. Pese a ello, sorpresivamente, Independiente ganó 3-2, naciendo así la rivalidad que continúa hasta la actualidad.
Este histórico clásico de fútbol es el segundo más importante de Argentina, concentrando gran atención en el extranjero.
Avellaneda es una de las pocas ciudades del planeta que posee dos clubes de fútbol campeones del mundo. Fue el primer clásico entre campeones de la Copa Libertadores y el primero argentino entre campeones de la Copa Intercontinental.

### Historial
Para confeccionar la siguiente tabla se toman en cuenta todos los partidos oficiales reconocidos por AFA y Conmebol.
Datos actualizados al clásico del 16 de marzo de 2025 
| Competición                 | PJ  | GIND | E  | GRC | Goles IND | Goles RC |
| --------------------------- | --- | ---- | -- | --- | --------- | -------- |
| Primera División            | 216 | 84   | 70 | 62  | 327       | 276      |
| Segunda División            | 2   | 1    | 0  | 1   | 1         | 1        |
| Copa de Honor               | 2   | 1    | 0  | 1   | 3         | 4        |
| Copa de Competencia         | 4   | 1    | 3  | 0   | 2         | 0        |
| Copa Beccar Varela          | 2   | 0    | 1  | 1   | 4         | 7        |
| Copa Jockey Club            | 3   | 1    | 2  | 0   | 2         | 1        |
| Copa Centenario de la AFA   | 2   | 0    | 0  | 2   | 3         | 5        |
| Copa de la Liga Profesional | 4   | 1    | 0  | 3   | 3         | 4        |
| Supercopa Sudamericana      | 2   | 0    | 1  | 1   | 1         | 2        |
| Total                       | 237 | 89   | 77 | 71  | 346       | 300      |

## Clásico rosarino
Clásico rosarino es como se conoce al partido disputado por los dos clubes más importantes de la ciudad de Rosario: Newell's Old Boys y Rosario Central.

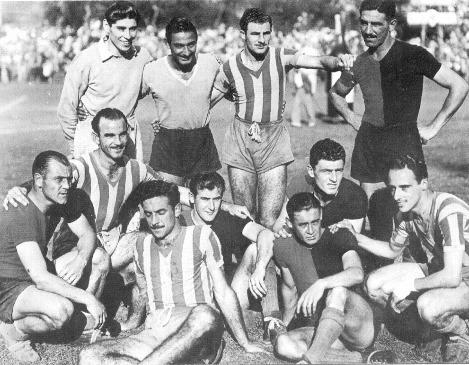
Durante la década de 1940 los futbolistas de ambos clubes posaban juntos en la previa del encuentro.

Cuenta con una rica trayectoria, comenzando a disputarse en el año 1905 (con victoria de Newell's por 1 a 0).
En el ínterin se han realizado decenas de los mismos abarcando diferentes instancias, como ser: Liga Rosarina de Fútbol, Asociación Rosarina de Fútbol, Primera división argentina, copas nacionales oficiales de AFA, copas provinciales oficiales, y copas internacionales de Confederación Sudamericana de Fútbol, y encuentros amistosos. 
Newell's Old Boys y Rosario Central son los dos únicos clubes del interior de Argentina que al 2024 han obtenido títulos nacionales oficiales de AFA tanto en Ligas de Primera División como en copas nacionales. 
Además, ambas instituciones han sido reconocidas por la FIFA como "clubes clásicos del fútbol argentino", galardón que ostentan solo 11 clubes del país. Esto, los convierte en los únicos equipos del interior del país en obtener dicho reconocimiento.
La gran rivalidad histórica con que se vive dicho encuentro, lo cataloga como uno de los más atractivos y pasionales de Argentina. Según varios estudios vinculados a la investigación social en el fútbol, Rosario está en uno de los pocos aglomerados urbanos del país, como ocurre en los de La Plata, Santa Fe, Córdoba y San Miguel de Tucumán, donde hay clubes locales que superan en popularidad a River Plate y Boca Juniors; los dos equipos más populares de Argentina.

### Historial
- Actualizado al 16 de febrero de 2025 por el Torneo de la Liga Profesional 2025.

| Competición                                                | P.J.  | Ganó RC | P.E. | Ganó NOB | Goles RC | Goles NOB |
| ---------------------------------------------------------- | ----- | ------- | ---- | -------- | -------- | --------- |
| Copa Libertadores de América                               | 3     | 1       | 2    | 0        | 3        | 2         |
| Copa Sudamericana                                          | 2     | 1       | 1    | 0        | 1        | 0         |
| Total partidos internacionales                             | 5     | 2       | 3    | 0        | 4        | 2         |
| Primera División de Argentina                              | 177** | 55      | 77   | 43       | 210      | 183       |
| Copa de la Liga Profesional                                | 4     | 3       | 0    | 1        | 5        | 1         |
| Copa Argentina                                             | 5     | 3       | 2    | 0        | 5        | 3         |
| Copa Centenario de la AFA                                  | 2     | 0       | 0    | 2        | 0        | 3         |
| Copa de Competencia Británica                              | 2     | 2       | 0    | 0        | 7        | 4         |
| Copa Beccar Varela                                         | 1     | 1       | 0    | 0        | 1        | 0         |
| Copa de Honor "Municipalidad de la Ciudad de Buenos Aires" | 5     | 1       | 0    | 4        | 16       | 13        |
| Copa de Competencia Jockey Club                            | 1     | 1       | 0    | 0        | 3        | 1         |
| Total partidos nacionales                                  | 196** | 65      | 79   | 50       | 245      | 207       |
| Copa Santa Fe                                              | 2     | 0       | 2    | 0        | 0        | 0         |
| Total partidos provinciales                                | 2     | 0       | 2    | 0        | 0        | 0         |
| Copa Santiago Pinasco                                      | 4*    | 0       | 2    | 2        | 3        | 10        |
| Copa Nicasio Vila                                          | 43    | 19      | 9    | 15       | 93       | 56        |
| Torneo Gobernador Luciano Molinas                          | 17    | 3       | 6    | 8        | 20       | 31        |
| Copa Damas de Caridad                                      | 2     | 1       | 0    | 1        | 0        | 1         |
| Copa Estímulo                                              | 3     | 1       | 1    | 1        | 4        | 4         |
| Torneo Preparación                                         | 4     | 3       | 1    | 0        | 8        | 4         |
| Torneo Ivancich                                            | 2     | 2       | 0    | 0        | 4        | 2         |
| Total partidos regionales                                  | 75    | 29      | 19   | 27       | 132      | 108       |
| Total partidos oficiales                                   | 279** | 97      | 103  | 77       | 383      | 318       |
| Amistosos                                                  | 83    | 31      | 22   | 30       |          |           |
| Total partidos oficiales + amistosos                       | 362   | 128     | 125  | 107      |          |           |

## Clásico porteño
|  | Club Atlético Huracán | Club Atlético San Lorenzo de Almagro |

El clásico entre Huracán y San Lorenzo de Almagro nació por la cercanía geográfica de ambos clubes, enraizados en barrios limítrofes de la ciudad de Buenos Aires, que llegaron a tener sus canchas a escasas ocho cuadras una de la otra por muchos años. En la actualidad, el clásico traspasó la frontera de la ciudad, convirtiéndose por su trascendencia en un partido seguido a nivel nacional e internacional, pero manteniendo la esencia barrial y porteña característica de las dos instituciones. Este derbi también es a veces nombrado como el clásico de barrio más grande del mundo. 
Es el tercer clásico más importante del país si tenemos en cuenta la sumatoria de títulos oficiales obtenidos por ambos clubes (35), solamente detrás del Superclásico y el Clásico de Avellaneda. Además, ambas instituciones se posicionan en los primeros seis puestos en cantidad de entradas vendidas a lo largo de la historia (San Lorenzo de Almagro tercero y Huracán sexto) y en la mayoría de las mediciones de cantidad de simpatizantes en el país.
San Lorenzo de Almagro y Huracán son dos de los clubes más antiguos, laureados y convocantes del fútbol argentino. Ambos integran la galería de Clubes clásicos de la FIFA por Argentina, junto a otros nueve equipos.
San Lorenzo de Almagro nació en el barrio de Almagro , de ahí parte de su nombre, y en el actual barrio de Boedo —en un sector que era parte de Almagro— es donde está su sede social y donde se erigió su emblemático estadio conocido como El Gasómetro, en el que jugó hasta 1979, cuando disputó su último partido allí. Luego de catorce años, en 1993, inauguró su segundo y actual estadio, el Pedro Bidegain —conocido popularmente como Nuevo Gasómetro— en Flores. Huracán, por su parte, nació en el barrio de Nueva Pompeya y unos años más tarde trasladó su sede social y emplazó su estadio en lo que hoy es Parque Patricios.
La rivalidad alcanza la literatura y la vida barrial, y existe desde la década de 1920. Para abonarla, ambos clubes nacieron en el mismo año: San Lorenzo de Almagro en abril y Huracán en noviembre de 1908.

### Historial general
- Fuente: RSSSF.[28]

| Torneos                     | Partidos jugados | Ganados Huracán | Empatados | Ganados San Lorenzo de Almagro | Goles de Huracán | Goles de San Lorenzo de Almagro |
| --------------------------- | ---------------- | --------------- | --------- | ------------------------------ | ---------------- | ------------------------------- |
| Primera División            | 173              | 44              | 45        | 83                             | 213              | 311                             |
| Copas nacionales            | 16               | 3               | 9         | 4                              | 15               | 17                              |
| Total en partidos oficiales | 189              | 47              | 54        | 87                             | 228              | 328                             |
| Amistosos                   | 33               | 15              | 9         | 9                              | 62               | 56                              |
| Total general               | 222              | 62              | 63        | 96                             | 290              | 384                             |

## Clásico platense
El clásico platense (también nombrado como clásico de La Plata o clásico de la ciudad de las diagonales) es como habitualmente se denomina al partido del fútbol argentino que enfrenta a los dos clubes más importantes de la ciudad de La Plata: Estudiantes de La Plata y Gimnasia y Esgrima La Plata. Comenzaron a enfrentarse oficialmente en 1916, durante la era amateur, luego del ascenso de Gimnasia a Primera División en 1915, categoría en la que Estudiantes militaba desde 1912. La rivalidad es una de las más destacadas del fútbol argentino, con una larga tradición de enfrentamientos en campeonatos regulares de Primera División, copas nacionales y, desde 2014, en torneos internacionales.
Según varios estudios vinculados a la investigación social en el fútbol, La Plata es una de las pocas ciudades del país, como ocurre en Rosario, Santa Fe, Córdoba y San Miguel de Tucumán, donde los clubes locales superan en popularidad a Boca Juniors y River Plate, los dos equipos más populares de Argentina,
El primer encuentro entre ambos equipos se disputó el 27 de agosto de 1916, por el Campeonato de Primera División de la Asociación Argentina de Football, y Gimnasia se impuso por 1-0 a través de un gol en contra de Ludovico Pastor.
En el clásico disputado por el Campeonato de Primera División 2024, el 28 de julio de 2024, Estudiantes derrotó a Gimnasia por 4-1 y volvió a marcar la mayor diferencia de un equipo sobre otro en el historial de partidos oficiales por campeonatos de liga de la era profesional, al superar a su tradicional rival por 14 victorias, con un total de 60 encuentros ganados y 46 perdidos. Sumando los partidos oficiales disputados por campeonatos regulares de Primera División, entre el amateurismo y el profesionalismo, esta serie asciende a 17 partidos de ventaja: Estudiantes 65; Gimnasia 48; y 62 igualdades.

### Historial
| Torneo                         | PJ  | GG | E  | GE | GolG | GolE |
| ------------------------------ | --- | -- | -- | -- | ---- | ---- |
| Primera División (Amateur)     | 10  | 2  | 3  | 5  | 5    | 18   |
| Primera División (Profesional) | 166 | 46 | 60 | 60 | 208  | 244  |
| Total Primera División         | 176 | 48 | 63 | 65 | 213  | 262  |
| Copa de Competencia (Amateur)  | 2   | 1  | 1  | 0  | 2    | 2    |
| Copa Beccar Varela             | 1   | 1  | 0  | 0  | 2    | 1    |
| Copa de Competencia Británica  | 2   | 0  | 1  | 1  | 4    | 5    |
| Copa Centenario                | 2   | 1  | 1  | 0  | 1    | 0    |
| Copa de la Liga Profesional    | 4   | 0  | 4  | 0  | 1    | 1    |
| Total Copas AFA                | 11  | 3  | 7  | 1  | 10   | 9    |
| Total Nacionales               | 187 | 51 | 70 | 66 | 223  | 271  |
| Copa Sudamericana              | 2   | 0  | 1  | 1  | 0    | 1    |
| Total Internacionales          | 2   | 0  | 1  | 1  | 0    | 1    |
| Total Oficiales                | 189 | 51 | 71 | 67 | 223  | 272  |

| PJ: Partidos jugados.       |
| GG: Ganador Gimnasia.       |
| E: Empate.                  |
| GE: Ganador Estudiantes.    |
| GolG: Goles de Gimnasia.    |
| GolE: Goles de Estudiantes. |

## Clásico del oeste (ciudad de Buenos Aires)
| Ferro Carril Oeste | Vélez Sarsfield |

El clásico del oeste es el partido de fútbol que enfrenta a los clubes Ferro Carril Oeste  y Vélez Sarsfield, ambos de la ciudad autónoma de Buenos Aires. Su denominación nace debido a que ambos clubes se encuentran hacia el oeste del casco céntrico de la ciudad, que se ubica en el extremo este de la misma.
En total, este encuentro se disputó en 155 oportunidades (contando tanto la era amateur como la profesional), repartiendo 61 victorias para Vélez Sarsfield y 48 para Ferro Carril Oeste, mientras que empataron en 46 ocasiones. El primer encuentro se jugó en la era amateur, el 6 de junio de 1920, con resultado a favor de Vélez Sarsfield en condición de visitante por 5:0. La última vez que se enfrentaron fue el 24 de junio de 2000, en el Clausura 2000, con resultado a favor de Vélez Sarsfield por 1:0 en condición de visitante. Desde entonces, este encuentro no se ha vuelto a disputar debido a que ambos clubes participan de diferentes categorías, actualmente encontrándose Ferro Carril Oeste en la segunda división (Primera B Nacional) y Vélez Sarsfield en la primera.

### Historial
| Total              | Total | Total | Total | Total | Total | Total | Ferro de local | Ferro de local | Ferro de local | Ferro de local | Ferro de local | Ferro de local | Vélez de local | Vélez de local | Vélez de local | Vélez de local | Vélez de local | Vélez de local | Neutral | Neutral | Neutral | Neutral | Neutral | Neutral |
| Club               | J     | G     | E     | P     | Gf    | Gc    | J              | G              | E              | P              | Gf             | Gc             | J              | G              | E              | P              | Gf             | Gc             | J       | G       | E       | P       | Gf      | Gc      |
| ------------------ | ----- | ----- | ----- | ----- | ----- | ----- | -------------- | -------------- | -------------- | -------------- | -------------- | -------------- | -------------- | -------------- | -------------- | -------------- | -------------- | -------------- | ------- | ------- | ------- | ------- | ------- | ------- |
| Ferro Carril Oeste | 155   | 48    | 46    | 61    | 196   | 244   | 74             | 29             | 24             | 21             | 110            | 103            | 79             | 19             | 21             | 39             | 82             | 135            | 2       | 0       | 1       | 1       | 4       | 6       |
| Vélez Sarsfield    | 155   | 61    | 46    | 48    | 244   | 196   | 74             | 21             | 24             | 29             | 103            | 110            | 79             | 39             | 21             | 19             | 135            | 82             | 2       | 1       | 1       | 0       | 6       | 4       |

Datos del historial obtenidos de RSSSF.

## Clásico del Sur (GBA)
El Clásico del Sur es un encuentro futbolístico que se juega entre Lanús y Banfield. Es llamado así ya que ambos están localizados en la zona sur del conurbano bonaerense. Esta cercanía genera, en torno a cada encuentro, una gran expectativa en los aficionados que es retroalimentada a su vez por los medios de comunicación masivos. Es un clásico moderno, ya que ambos clubes tienen rivalidades más antiguas con clubes a los que hasta hace algunas décadas consideraban sus máximos rivales.

### Historial
| Competición      | Partidos | Banfield | Empates | Lanús |
| ---------------- | -------- | -------- | ------- | ----- |
| Primera División | 102      | 41       | 31      | 31    |
| Segunda División | 24       | 7        | 7       | 10    |
| Copas Nacionales | 5        | 4        | 1       | 0     |
| Total            | 131      | 52       | 39      | 41    |

## Clásico de Villa Crespo
| Atlanta | Chacarita Juniors |

El clásico de Villa Crespo lo disputan desde 1927 Atlanta y Chacarita Juniors. La rivalidad nació por estar los estadios de ambos clubes ubicados en el barrio porteño de Villa Crespo desde 1922, año en el que Atlanta construyó su primer estadio allí, hasta 1944, año en el que Chacarita Juniors dejó su estadio en ese barrio porque comenzó a construir uno nuevo en el barrio de Villa Maipú, en el partido de San Martín (parte del conurbano bonaerense).

### Historial
| Competición      | Partidos | CAA | Empates | CACHJ |
| ---------------- | -------- | --- | ------- | ----- |
| Primera División | 100      | 30  | 25      | 45    |
| Segunda División | 23       | 5   | 12      | 6     |
| Tercera División | 14       | 1   | 6       | 7     |
| Copas Nacionales | 2        | 0   | 1       | 1     |
| Total            | 139      | 36  | 44      | 59    |

## Clásico de la Zona Norte (GBA)
El Clásico de la Zona Norte es la denominación de un partido de fútbol que enfrenta a dos equipos históricos de la Zona Norte del Gran Buenos Aires: Club Atlético Platense y Club Atlético Tigre.
Si bien en el pasado el estadio de Platense estaba en el barrio de Núñez (ubicado en el norte de la ciudad de Buenos Aires), éste se encontraba a solo 18 cuadras del actual (en la localidad de Florida, parte del Gran Buenos Aires), inaugurado en 1979. El estadio de Tigre (inaugurado en 1936) se encuentra en la ciudad de Victoria, cercana a la de Tigre (ambas en el Gran Buenos Aires), ciudad donde fue fundado el club. Pero la rivalidad nació en un partido de 1916, en el antiguo estadio de Tigre, debido a incidentes que se produjeron entre simpatizantes de ambos clubes. Desde entonces, el partido es vivido intensamente por ambas parcialidades.

### Historial
| Competición      | Partidos | CA Platense | Empates | CA Tigre |
| ---------------- | -------- | ----------- | ------- | -------- |
| Primera División | 62       | 25          | 20      | 17       |
| Segunda División | 34       | 12          | 12      | 10       |
| Tercera División | 7        | 3           | 2       | 2        |
| Copas Nacionales | 8        | 3           | 2       | 3        |
| Total            | 111      | 43          | 36      | 32       |

## Clásico santafesino
| Colón | Unión |

El clásico santafesino es como se denomina al partido de fútbol argentino que enfrenta a los dos equipos más importantes de la ciudad de Santa Fe: Colón y Unión.
El primer partido entre ambas entidades santafesinas del que se tienen registros periodísticos fue un amistoso de 1913, jugado en cancha de Unión, del que resultaría vencedor Colón por 3 a 2.
Mientras que el primer encuentro por AFA, se jugó el 1 de agosto de 1948 por el Campeonato de Segunda División, Colón se impuso 1-0 de local con gol de Salomón Elías.
La mayor goleada a favor de Unión fue de 4 a 0, el 5 de junio de 1932. El partido se desarrolló en el Estadio 15 de Abril por Liga Santafesina. Colón obtendría el mismo resultado a su favor el 12 de marzo de 2000. Encuentro disputado en el Estadio Brigadier López, por la fecha 5.ª fecha del Clausura 2000.
Actualmente Unión de Santa Fe le lleva 5 clásicos a su eterno rival. Colón de Santa Fe.

### Historial
| Competencia                          | PJ  | GC | E  | GU | GolC | GolU |
| ------------------------------------ | --- | -- | -- | -- | ---- | ---- |
| Primera División (AFA)               | 56  | 13 | 26 | 17 | 51   | 55   |
| Segunda División (AFA)               | 36  | 14 | 9  | 13 | 48   | 49   |
| Primera División (LRSF)              | 12  | 5  | 3  | 4  | 23   | 21   |
| Primera División (FSF)               | 15  | 6  | 4  | 5  | 21   | 26   |
| Primera División (LSF)               | 19  | 5  | 5  | 9  | 19   | 29   |
| TOTAL (oficial)                      | 137 | 43 | 47 | 47 | 162  | 180  |
| Copa Espinosa (LRSF)                 | 2   | 1  | 1  | 0  | 4    | 2    |
| Copa Competencia (LRSF)              | 2   | 2  | 0  | 0  | 6    | 0    |
| Copa Santa Fe (FSF)                  | 1   | 0  | 0  | 1  | 2    | 3    |
| Campeonato Especial (FSF)            | 1   | 1  | 0  | 0  | 2    | 1    |
| Torneo Preparación (LSF)             | 3   | 1  | 1  | 1  | 3    | 4    |
| Campeonato de Honor (LSF)            | 3   | 0  | 1  | 2  | 3    | 6    |
| Copa Honor de Segunda División (AFA) | 1   | 1  | 0  | 0  | 4    | 2    |
| Amistosos                            | 66  | 22 | 19 | 25 | -    | -    |
| TOTAL (no oficial)                   | 217 | 71 | 69 | 77 | -    | -    |

## Clásico cordobés
El clásico cordobés es el partido disputado entre los dos clubes más populares de la ciudad de Córdoba: Belgrano y Talleres.
Contando partidos amistosos, el historial alcanza a 399 enfrentamientos. Es por lo tanto, el clásico más veces disputado de toda la Argentina.

### Historial
| Motivo                                 | Encuentros disputados | Ganados por Talleres | Empatados | Ganados por Belgrano |
| -------------------------------------- | --------------------- | -------------------- | --------- | -------------------- |
| Encuentros en Primera División         | 22                    | 5                    | 12        | 5                    |
| Encuentros en Segunda División         | 16                    | 5                    | 6         | 5                    |
| Encuentros en Copa Argentina           | 1                     | 1                    | 0         | 0                    |
| Encuentros en Liga Cordobesa de Fútbol | 211                   | 84                   | 62        | 65                   |
| Subtotales oficiales                   | 250                   | 95                   | 80        | 75                   |
| Encuentros amistosos                   | 146                   | 38                   | 51        | 57                   |
| Totales                                | 396                   | 133                  | 131       | 132                  |

## Clásico tucumano
Lo disputan los dos clubes más importantes de la ciudad de San Miguel de Tucumán: Atlético Tucumán y San Martín.
En septiembre de 2021, con la investigación de Historia del Decano, se actualizó el historial de este enfrentamiento al sumarse el clásico disputado el 8 de junio de 1913, que registró la máxima goleada entre estos rivales con el triunfo de Atlético por 10 a 0. En cuanto a cantidad de títulos oficiales tanto a nivel regional como nacional, jugados a lo largo de la historia, Atlético tiene 76 títulos y San Martín 65.

### Historial de clásicos oficiales en torneos locales y nacionales
| Torneo                                                | Partidos Jugados                                 | Atlético                                         | Empates                                          | San Martín                                       |
| Oficiales pertenecientes a Torneos de Liga Local      | Oficiales pertenecientes a Torneos de Liga Local | Oficiales pertenecientes a Torneos de Liga Local | Oficiales pertenecientes a Torneos de Liga Local | Oficiales pertenecientes a Torneos de Liga Local |
| ----------------------------------------------------- | ------------------------------------------------ | ------------------------------------------------ | ------------------------------------------------ | ------------------------------------------------ |
| Torneo Liga Tucumana de Football (1911)               | 2                                                | 2                                                | 0                                                | 0                                                |
| Torneos Liga Tucumana de Fúbol (1915-1918)            | 9                                                | 5                                                | 3                                                | 1                                                |
| Torneos Federación Tucumana de Fútbol (1919-1976)     | 192                                              | 71                                               | 49                                               | 72                                               |
| Torneos Liga Tucumana de Fútbol (1977-1986)           | 34                                               | 11                                               | 14                                               | 9                                                |
| SUBTOTAL                                              | 237                                              | 89                                               | 66                                               | 82                                               |
| Oficiales pertenecientes a Torneos de Consejo Federal |                                                  |                                                  |                                                  |                                                  |
| Torneo del Interior (1987)                            | 2                                                | 0                                                | 2                                                | 0                                                |
| Torneo Argentino "A" (2005-2006)                      | 2                                                | 0                                                | 1                                                | 1                                                |
| SUBTOTAL                                              | 4                                                | 0                                                | 3                                                | 1                                                |
| Oficiales pertenecientes a Torneos de AFA             |                                                  |                                                  |                                                  |                                                  |
| Torneos Nacionales de AFA (1973-1981)                 | 11                                               | 5                                                | 4                                                | 2                                                |
| Primera B Nacional (1989-2001 / 2010-2011)            | 30                                               | 6                                                | 15                                               | 9                                                |
| Copa Argentina (2013)                                 | 1                                                | 1                                                | 0                                                | 0                                                |
| Superliga Argentina (2018)                            | 1                                                | 0                                                | 0                                                | 1                                                |
| SUBTOTAL                                              | 43                                               | 12                                               | 19                                               | 12                                               |
| TOTAL DE CLÁSICOS OFICIALES                           | 284                                              | 101                                              | 88                                               | 95                                               |

## Clásico mendocino
El clásico mendocino enfrenta a dos de los clubes más importantes de la ciudad de Mendoza: Gimnasia y Esgrima e Independiente Rivadavia.
En competiciones oficiales de AFA han disputado 18 partidos en total: Independiente Rivadavia ganó 12 encuentros, Gimnasia y Esgrima ganó 2 y empataron en 4 oportunidades. En esos torneos se encontraron por primera vez el 7 de marzo de 1982 por el Campeonato Nacional de dicho año, en un partido que finalizó 2-2 siendo local Gimnasia y Esgrima. 
Cuando disputan categorías nacionales, los clubes que provienen de ligas regionales igualmente deben competir en ellas, presentando equipos alternativos o formativos. Por ello, en el historial del clásico en la Liga Mendocina de Fútbol (que consta de 230 partidos jugados, con 77 triunfos para Gimnasia y Esgrima, 73 para Independiente Rivadavia y 80 empates), los partidos que realmente tuvieron trascendencia son aquellos donde ambos clubes competían exclusivamente en esa división y no cuando uno de los dos, o ambos, disputaban categorías superiores y en la liga presentaban planteles alternos.

### Historial
| Competencia         | PJ  | GGE | E  | GIR | GolGE | GolIR |
| ------------------- | --- | --- | -- | --- | ----- | ----- |
| Campeonato Nacional | 2   | 0   | 1  | 1   | 2     | 4     |
| Copa Argentina      | 1   | 0   | 0  | 1   | 0     | 2     |
| Primera Nacional    | 4   | 2   | 0  | 2   | 6     | 7     |
| Torneo Argentino A  | 8   | 0   | 1  | 7   | 6     | 18    |
| Torneo del Interior | 3   | 0   | 2  | 1   | 1     | 2     |
| Liga Mendocina      | 230 | 77  | 80 | 73  | 286   | 287   |
| Copa Competencia    | 7   | 4   | 1  | 2   | 6     | 7     |
| TOTAL (Oficial)     | 255 | 83  | 85 | 87  | 307   | 327   |
| Campeonato de Honor | 1   | 0   | 0  | 1   | 0     | 2     |
| Torneo Preparatorio | 3   | 1   | 0  | 2   | 7     | 8     |
| Torneo de Verano    | 2   | 2   | 0  | 0   | 9     | 2     |
| Copa Vendimia       | 21  | 10  | 4  | 7   | 29    | 28    |
| Amistosos           | 2   | 0   | 2  | 0   | 0     | 0     |
| TOTAL (No oficial)  | 284 | 96  | 91 | 97  | 352   | 367   |

## Clásico All Boys-Nueva Chicago
El clásico entre All Boys y Nueva Chicago es el partido del fútbol argentino que enfrenta a dos clubes del oeste de la ciudad de Buenos Aires: All Boys y Nueva Chicago, entidades que coincidieron prácticamente desde el inicio futbolístico en las mismas categorías.
Este derbi se disputó por primera vez en 1919, siendo una rivalidad deportiva muy antigua dentro de las categorías de ascenso y una de las más tradicionales de la ciudad de Buenos Aires (es el tercer clásico porteño más antiguo detrás de Boca-River [1913] y Huracán-San Lorenzo de Almagro [1915]). Además, Chicago y All Boys son las dos instituciones con más temporadas en Segunda División (77 y 76, respectivamente) y han disputado 113 partidos exclusivamente en el ascenso, es por eso que algunos medios de comunicación llegaron a llamarlo superclásico del ascenso.

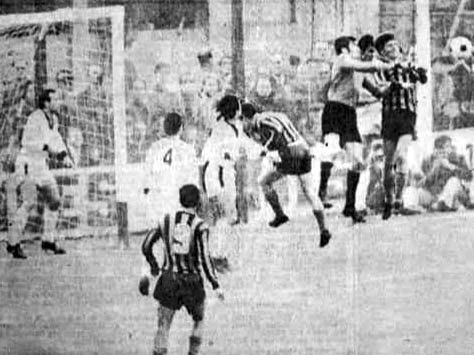
Imagen correspondiente a la edición n.º 76 del clásico disputado hace.

La distancia entre las dos instituciones siempre fue de aproximadamente siete kilómetros, poniendo en juego el honor barrial en cada cotejo. En lo que respecta a la cuestión geográfica, las avenidas Directorio y Alberdi atraviesan tanto Mataderos como Floresta, con el Parque Avellaneda como división entre los barrios de ambos clubes, que antiguamente solían estar conectados por el tranvía 40 (Nueva Chicago - Rivadavia y Olivera). Las diferencias sociales entre ambos barrios también aportaron al nacimiento de esta rivalidad.

### Historial general
- Primer partido: 15 de junio de 1919.

- Último encuentro: 9 de junio de 2023.

| Competencia                 | PJ  |    |    | E  | Gol | Gol |
| --------------------------- | --- | -- | -- | -- | --- | --- |
| Primera División            | 8   | 1  | 5  | 2  | 11  | 21  |
| Intermedia                  | 2   | 1  | 1  | 0  | 2   | 6   |
| Sección B                   | 8   | 2  | 2  | 4  | 7   | 8   |
| Copas nacionales            | 2   | 1  | 0  | 1  | 2   | 0   |
| Total amateurismo           | 20  | 5  | 8  | 7  | 22  | 35  |
| Primera B                   | 65  | 23 | 19 | 23 | 111 | 107 |
| Torneo Preparación (2a.)    | 2   | 1  | 1  | 0  | 4   | 4   |
| Primera Nacional            | 23  | 7  | 9  | 7  | 30  | 32  |
| Primera B Metropolitana     | 13  | 5  | 4  | 4  | 9   | 15  |
| Total profesionalismo       | 103 | 36 | 33 | 34 | 154 | 158 |
| HISTORIAL GENERAL (oficial) | 123 | 41 | 41 | 41 | 176 | 193 |
| Anulados                    | 1   | 0  | 1  | 0  | 0   | 1   |
| Amistosos                   | 4   | 3  | 1  | 0  | 14  | 12  |
| TOTAL (no oficial)          | 128 | 44 | 43 | 41 | 190 | 206 |

## Clásico del oeste (Gran Buenos Aires)

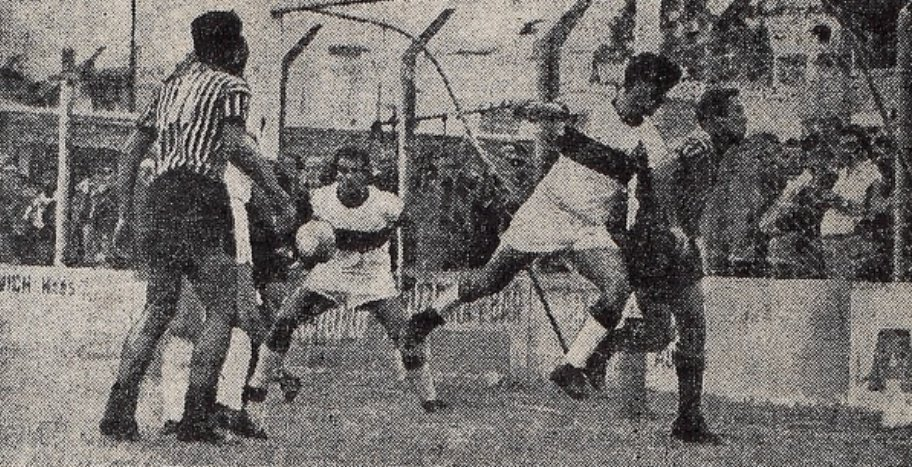
El clásico del oeste hace, Primera B 1967, anterior estadio Francisco Urbano, la histórica rivalidad entre Almirante y Morón se remonta a 1957.

Uno de los tantos partidos denominados clásico del oeste en Argentina es el cotejo que disputan Almirante Brown y Morón, los clubes más populares de la zona oeste del Gran Buenos Aires. Mientras que el Club Deportivo Morón pertenece al partido homónimo, con su actual estadio dentro de la ciudad de Castelar (en tanto que su estadio anterior estaba en la vecina ciudad de Morón, cabecera del partido); el Club Almirante Brown pertenece al partido de La Matanza y, dentro de éste, su estadio se ubica en la localidad de San Justo en los límites geográficos con Isidro Casanova dado que las calles José Ignacio Rucci y José Mármol en la acera de Almirante Brown pertenecen a la ciudad de San Justo al igual que su sede social (y anterior estadio) en Matheu y Almafuerte límite con Tablada. Ambos distritos son limítrofes y los estadios están aproximadamente a 6 kilómetros de distancia.
El primer partido oficial de la historia se disputó en la llamada Segunda de Ascenso, en ese momento tercer categoría del fútbol argentino, en el estadio de Morón el 20 de julio de 1957, en la fecha 1 de ese certamen, ganando Almirante Brown 1 a 0. La enemistad nació  algo más de un año después, el 10 de enero de 1959, cuando Almirante Brown gana por 2 a 0 en el desaparecido Estadio Francisco Urbano, ya que en el segundo gol los jugadores de Morón señalaron que el autor se encontraba en posición fuera de juego.
Esa situación derivó en que la hinchada de Morón se enardeciera y se produjeran serios incidentes con la policía y con una sector de la parcialidad de Almirante Brown, lo que obligó a la suspensión del partido, naciendo de esa manera esta histórica rivalidad de 68 años entre ambas instituciones.

### Historial
Para confeccionar la siguiente tabla se toman en cuenta todos los partidos oficiales reconocidos por AFA desde 1957 (primer encuentro oficial) hasta 2017 (último).
- Actualizado hasta agosto de 2024.

| Torneo                  | PJ | G  | E  | G  | Gol | Gol |
| ----------------------- | -- | -- | -- | -- | --- | --- |
| Primera B               | 35 | 11 | 12 | 14 | 35  | 41  |
| Primera Nacional        | 21 | 6  | 12 | 3  | 29  | 26  |
| Primera B Metropolitana | 25 | 8  | 9  | 8  | 33  | 33  |
| Segunda de Ascenso      | 6  | 5  | 0  | 1  | 12  | 3   |
| TOTALES                 | 89 | 30 | 33 | 26 | 109 | 103 |

| PJ: partidos jugados        |
| G : ganador Almirante Brown |
| G : ganador Deportivo Morón |
| E: empates                  |

## Clásico de Tres de Febrero
El clásico de Tres de Febrero enfrenta a los dos clubes más importantes del partido de Tres de Febrero: Almagro y Estudiantes. Si bien los dos clubes fueron fundados y tenían sus respectivos campos de juego en Buenos Aires, ciudad donde continúan estando sus sedes sociales (la de Almagro en el barrio homónimo y la de Estudiantes en el de Villa Devoto), en 1956, Almagro construyó su actual estadio en Ciudadela y, en 1963, Estudiantes lo emplazó en Caseros, ambas ciudades limítrofes entre sí y del partido de Tres de Febrero (perteneciente al conurbano bonaerense). Fue entonces que comenzó la rivalidad entre el tricolor (Almagro) y el pincha (Estudiantes). A lo largo de la historia han disputado 109 encuentros (aunque, como ya se mencionó, la rivalidad comenzó en los años '60, a pesar de que el primer partido entre ambos data de 1920 y en la era profesional de 1935) de los cuales Estudiantes ganó 32, Almagro 36 y en 41 ocasiones empataron. En total, Almagro convirtió 162 goles y Estudiantes 148. 

### Historial
| Competición      | Partidos Jugados | Ganados Almagro | Partidos Empatados | Ganados Estudiantes | Goles de Almagro | Goles de Estudiantes |
| ---------------- | ---------------- | --------------- | ------------------ | ------------------- | ---------------- | -------------------- |
| Primera División | 18               | 7               | 7                  | 4                   | 27               | 21                   |
| Segunda División | 54               | 19              | 21                 | 14                  | 96               | 79                   |
| Tercera División | 35               | 9               | 13                 | 13                  | 37               | 47                   |
| Copa Competencia | 1                | 1               | 0                  | 0                   | 2                | 0                    |
| Copa Argentina   | 1                | 0               | 0                  | 1                   | 0                | 1                    |
| Total            | 109              | 36              | 41                 | 32                  | 162              | 148                  |

## Clásico Instituto-Racing (C)
Este clásico no posee un nombre en particular y enfrenta a los dos clubes más populares de la ciudad de Córdoba detrás de Belgrano y Talleres: Instituto y Racing (C).

### Historial
En total se han enfrentado 202 veces, de las cuales Instituto resultó vencedor en 81, Racing (C) en 68 y empataron 53 veces. Instituto convirtió 324 goles y Racing (C) 276. Desde el Campeonato de Primera B Nacional 2001-02 que este clásico no se disputa de manera oficial en AFA (El último encuentro oficial fue para Instituto por 2 a 1 en Alta Córdoba por la 3.ª fecha del Campeonato de Primera B Nacional 2001-02 ) 
El último clásico en Primera División fue para Racing por 2 tantos contra 1 de Instituto
En el último año 2018 se disputaron 2 clásicos amistosos (el clásico Nº199 y el clásico Nº200) ambos encuentros fueron disputados en el Estadio Mario Alberto Kempes con una victoria para Racing(En el clásico N199 por 3 a 2) y una victoria para Instituto (En el clásico N200 también con el marcador 3 a 2), por tanto en el 2019 se jugó el clásico Nº201, en el cual el vencedor fue el Glorioso Cordobés, derrotando a los académicos por 2 a 0 con goles de P. Vegetti e I. Antonio
También como dato curioso, los últimos clásicos con ambas parcialidades fue el del 2009 (con victoria para Instituto 2-0)
El del 2010 por la Copa Córdoba (Triunfo de Racing por 3-0) y el del 2016 (con empate 1-1 goles de Cristian Rami de rebote luego de que Brian Olivera le atajara el penal. Luego llegó el empate con un gol de tiro libre por parte de Mateo García. Luego Racing vence a Instituto en penales pero el partido cuenta como empate)
| Torneos          | Partidos Jugados | Ganados Instituto | Partidos Empatados | Ganados Racing (C) |
| ---------------- | ---------------- | ----------------- | ------------------ | ------------------ |
| Liga Cordobesa   | 123              | 48                | 33                 | 42                 |
| Segunda división | 9                | 5                 | 2                  | 2                  |
| Primera División | 16               | 5                 | 4                  | 7                  |
| Total oficial    | 148              | 58                | 39                 | 51                 |
| Amistosos        | 54               | 23                | 14                 | 17                 |
| Total            | 201              | 81                | 53                 | 68                 |

## Otros clásicos destacados
Otros clásicos del fútbol argentino son: 
- Clásico de Lomas: el enfrentamiento entre Temperley y Los Andes se conoce como el Clásico de Lomas. La cercanía de las ciudades de Temperley y Lomas de Zamora sumado a la gran convocatoria que genera cada encuentro entre ambos, hacen que sea uno de los clásicos más importantes del futbol de ascenso. La rivalidad se originó a comienzo de la década de 1940, cuando ambas instituciones empezaron a cruzarse en los torneos de ascenso, eso sumado a la cercanía geográfica y al gran historial de partidos disputados entre ambos.[53]

- Clásico de Cuyo: el origen proviene de la histórica rivalidad en varios aspectos entre sanjuaninos y mendocinos y es como se denomina al partido del fútbol argentino que enfrenta a los dos clubes más importantes de la zona de Cuyo, Mendoza y San Juan, respectivamente: Godoy Cruz Antonio Tomba y San Martín (SJ), es uno de los partidos más convocantes de la región. Con 46 encuentros disputados, incluyendo partidos amistosos, es uno de los más disputados de esa región del país a pesar de lo moderno que es. De éstos, Godoy Cruz ganó 15 (con 42 goles a favor), San Martín 17 (con 46 goles a favor) y empataron en 14 ocasiones.

- Clásico Argentinos Juniors-Platense: aún cuando este clásico moderno (su rivalidad como tal comienza recién en la década de los 80') estuvo varios años sin jugarse, los barrios porteños más representativos de cada equipo, Saavedra para Platense y La Paternal en caso de Argentinos Juniors, son relativamente cercanos el uno del otro, y la rivalidad está presente. Hay que tener en cuenta que actualmente el estadio de Platense está ubicado en la zona norte del conurbano bonaerense, hasta 1971 estuvo ubicado dentro de los límites de la capital argentina, y aunque actualmente tiene seguidores en la zona norte, también conserva hinchas en la capital. La rivalidad entre las hinchadas tuvo varios enfrentamientos con numerosos hechos de violencia incluidos.

- Clásico All Boys-Atlanta: el partido entre All Boys y Atlanta[54][55] es uno de los encuentros con mayor rivalidad entre dos equipos del ámbito porteño.[56][57][58][59] Este duelo entre Floresta y Villa Crespo hace que la cercanía de siete kilómetros entre las instituciones genere más enemistad.[60][61] Disputaron su primer partido oficial en el viejo recinto de All Boys hace 111 años, el 3 de mayo de 1914 por los octavos de final de la Copa de Competencia "La Nación" 1914 con victoria de All Boys por 2-1.[62] Durante el desarrollo de la historia, este choque barrial se repitió en tres categorías: Primera División, en la máxima categoría de ascenso (en su viejo formato “Primera B” como en el formato “Primera B Nacional”) y en Primera B Metropolitana. Si bien ya existía una enemistad, la rivalidad más fuerte se desataría progresivamente después de la década de 1980 cuando Atlanta descendió de Primera División.[63][64][65]